# Svanaloken, Jämtland
Svanaloken är en sjö i Bräcke kommun i Jämtland och ingår i Ljungans huvudavrinningsområde.